# Capo di terza classe
Il capo di terza classe è il primo grado del ruolo marescialli dei sottufficiali della Marina Militare Italiana ed è superiore al secondo capo scelto e subordinato al capo di seconda classe. 

## Storia

Fregio da berretto rigido per sottufficiali e truppa in servizio permanente della Marina Militare; si noti lo sfondo blu sotto la torre e nell'ovale dell'ancoretta.

Il grado di maresciallo in Italia fu inizialmente previsto unicamente per i marescialli d'alloggio dei Carabinieri Reali. Nel 1902 venne istituito per il Regio Esercito. Il grado era unico e superiore a quello di furiere maggiore. Successivamente nel 1907 i gradi di furiere e furiere maggiore vennero aboliti ed il grado di maresciallo venne diviso in tre classi: maresciallo di 1ª, 2ª e 3ª classe che vennero poi rinominati rispettivamente  Maresciallo maggiore, Maresciallo capo e Maresciallo ordinario. Nella Regia Marina i gradi equiparati erano quelli di capo di 1ª, 2ª e 3ª classe.
Nella Regia Marina i gradi dei sottufficiali erano nocchiere di 1ª e 2ª classe e di 2° nocchiere per la categoria dei nocchieri, capo cannoniere di 1ª e 2ª classe e 2° capo cannoniere per la categoria dei cannonieri, 1°, 2° e 3° macchinista per la categoria di macchinisti e fuochisti, capo maestro di 1ª e 2ª classe e 2° capo maestro per i sottufficiali di arsenale con il grado di capo maestro di 1ª classe riservato solo al personale di officina. Successivamente a partire dal 1868 il gradi di 2° nocchiere divenne nocchiere di 3ª classe, 2° capo cannoniere divenne capo cannoniere di 3ª classe, 3° macchinista divenne aiutante macchinista e 2° capo maestro divenne mastro di 1ª classe, che nel 1878 divenne capo maestro di 3ª classe, mentre a partire dal 1868 il grado di capo maestro di 1ª classe venne esteso a tutti i sottufficiali di arsenale e non più riservato solo al personale di officina.
Con la riforma dei gradi introdotta nel 1907, che istituiva i gradi di maresciallo, i gradi dei sottifficiali della Regia Marina, vennero unificati in capo di 1ª, 2ª classe, mentre il grado di capo di 3ª classe venne soppresso nello stesso 1907 e nel 1908 venne istituito il grado di Secondo capo anziano. 
Il grado di capo di 3ª classe sarebbe stato poi reintrodotto nella Regia Marina nel 1923.

## Distintivo di grado
Il distintivo di grado del capo di terza classe è costituito da un binario blu bordato d'oro. Viene indossato sulla spalla dell'uniforme invernale e sul controspallino dell'uniforme estiva.

Il distintivo applicato sulla spalla dell'uniforme ordinaria invernale
Il distintivo per controspallina delle uniformi ordinaria e di servizio estiva